# Salix canariensis
Salix canariensis es una especie de sauce nativo de las islas de Madeira y Canarias.

## Descripción
Es un pequeño árbol caducifolio, que alcanza un tamaño de 7 m de altura. Tiene las hojas de oblongas a lanceoladas y estipuladas, verdes en el haz y pubescentes en el envés y que suelen estar deformadas por agallas. Las flores son unisexuales, dispuestas en amentos de hasta 6 cm de largo.

## Taxonomía
Salix canariensis fue descrita por C.Sm. ex Link y publicado en Physicalische Beschreibung der Canarischen Inseln 159. 1825.
Etimología
Salix: nombre genérico latino para el sauce, sus ramas y madera.
canariensis: epíteto geográfico que alude a su localización en las Islas Canarias.
Sinonimia
- Salix daviesii Boiss.
- Salix persica Boiss[4]

## Nombre común
Se conoce como "sao o sauce canario".